# Кадубівська стінка
Ка́дубівська сті́нка — ландшафтний заказник загальнодержавного значення в Україні. Розташований між селами Кадубівцями (звідси й назва) і Веренчанкою Заставнівського району Чернівецької області, у верхів'ях річки Совиці Веренчанської.
Площа заказника 22,8 га. Статус надано згідно з Указом Президента України від 10 грудня 1994 року № 750/94. Адміністрація заказника — Кадубовецька сільська рада.

## Геоморфологія
Заказник є лівою стінкою осушеної долини, яка тягнеться від села Кадубівці до витоків річки Совиця Веренчанська. Правий берег пологий з чорноземами, а лівий скелястий, заввишки до 20—30 м, утворений гіпсо-ангідритами. Тут присутні зсуви дернових та дерново-лучних ґрунтів. Лівий берег є частиною мезотектонічного блоку. Північна частина має довжину близько 600 м та ширину до 100—150 м з окремими скельними виходами вивітрених та еродованих сіро-коричневих крупнокристалічних гіпсів. Поверхневі води поглинаються карстовими лійками, що розташовані в підніжжі у трьох місцях. На південному схилі з боку села спостерігають зсуви в активній стадії, що постійно стимулюються карстовими процесами. Тут постійно відбувають провали та масивні обвали порід. Південна ділянка, що має довжину 1700 м і ширину 50—100 м, являє собою лівий скелястий берег, висота якого зменшується від 25 до 15 м. Тут відсутні зсувні та карстові процеси, проте наявні порожнини з фрагментами вторинних кристалів, завдовжки 5—7 м, утворених внаслідок поверхневої ерозії та вивітрювання. Поширені печери, провали, лійки; відбувається повне поглинання Кадубівського потоку.

## Рослинність
У рослинному покриві переважають степові угруповання, характерні для Західного Поділля, що зумовлено перш за все геоморфологічною будовою та присутністю дерново-карбонатних ґрунтів на схилах.
На території заказника поширені реліктові угруповання формації осоки низької з асоціаціями волосистоковилово — низькоосоковою (Caricetum (humilis) stiposum (capillatae)), валіськокострицево — низькоосоковою (Caricetum (humilis) festucosum (valesiacae)), гребінчастокипцево — низькоосоковою (Caricetum (humilis) koeleriosum (cristatae)). Також тут поширені рідкісні угруповання ковили волосистої, представлені асоціацією бліднуватокострицево — волосистоковиловою (Stipetum (capillatae) festucosum (pallentis)). Ці угруповання занесені до Зеленої книги України.
Серед рослин тут поширені бородач звичайний (Bothriochloeta ischaemi), келерія гребінчаста (Koeleria cristata), самосил звичайний, костриця валіська, оман мечолистий, часник подільський, тонконіг різнобарвний, мінуарція дністровська (Minuartia thyraica) та чебрець подільський (Thymus podolicum L.).
Серед рослин, занесених до Червоної книги, тут поширені сон великий та чорніючий, лищиця дністровська, ковила волосиста та пірчаста тощо.